# Reserva forestal Monte Santa Catalina
La reserva forestal Monte Santa Catalina es la segunda reserva más grande declarada área terrestre protegida en Granada después de las reservas forestales de Grand Etang y Annandale. Con una extensión de 934 ha (2.310 acres) y un perímetro de 31,7 km (19,7 mi), las cabeceras de sus ríos desembocan en siete de las cuencas más grandes de la isla y suministran importantes cuencas hidrográficas para la distribución de agua para los granadinos y las zonas agrarias río abajo. La reserva forestal abarca la cumbre principal del macizo Monte Santa Catalina, el punto más alto de la isla de 840 m (2.760 pies), así como otras exuberantes cordilleras forestales y cumbres menores, las cataratas más altas del país, la mayoría de las fuentes termales conocidas de la isla, incluyendo la fuente geotermal más calurosa  y su piscina geotermal más accesible.

## Ecología y entorno físico
El macizo Monte Santa Catalina es un extenso volcán erosionado considerado inactivo porque no ha entrado en erupción desde el último periodo de glaciación. Es considerado el único volcán vivo de los cinco centros volcánicos en Granada debido a su morfología bien preservada y la presencia de fuentes termales y fumarolas en su cono. El área de la reserva forestal es típica de un bosque nuboso montañoso, que se desarrolla en áreas donde las nubes afectan casi continuamente la vegetación montañosa tropical y difiere de las selvas tropicales de tierras bajas en estructura (hojas de estructuras bajas, pequeñas y duras, baja diversidad) y función (baja productividad y una tasa baja en el ciclo de nutrientes). Son considerados ecosistemas en alto peligro de extinción debido a que estas formaciones forestales son raras, frágiles, y probablemente desaparecen más rápido que cualquier otro ecosistema forestal en los neotrópicos hoy en día.  
La reserva forestal Monte Santa Catalina es la más representativa de la selva tropical de tierras bajas y del bosque nuboso montañoso aún más bajo, con su vegetación de zona alta de crecimientos de densos árboles que abarcan formaciones de palmas de Sierras, el bosque nuboso transitorio y alto, y el bosque nuboso Elfin/Sierra palm, cargado de helechos, musgos y otras epifitas y típicos crecimientos mal desarrollados expuestos a altas elevaciones. En las bajas elevaciones protegidas, la reserva es relativamente madura, comparada con otras selvas tropicales de la isla (p.ej. Grand Etang y Annandale). El crecimiento secundario forestal de la selva tropical, anteriormente cortado, está claramente rodeando las cordilleras bajas de soporte y alrededor de la periferia de la reserva, con agricultura de variados tipos de árboles (particularmente, plantaciones agroforestales de nuez moscada y cacao) cruzando los límites de la reserva, principalmente en los lados de reserva que limitan con Victoriaville y Monte Home.

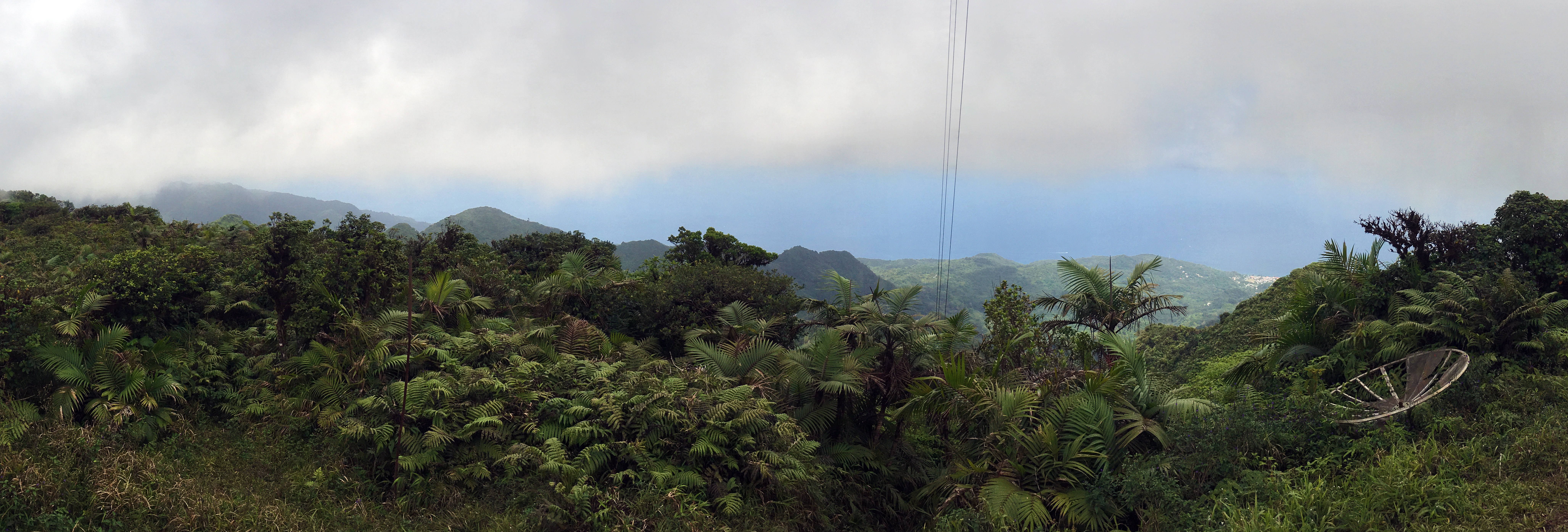
El bosque nuboso Elfin/Sierra palm en un día despejado en la cima del Monte Santa Catalina (840m). Los cables de la torre están justo por encima de la cima que llevan a Victoriaville, que se puede ver en el horizonte a la derecha.

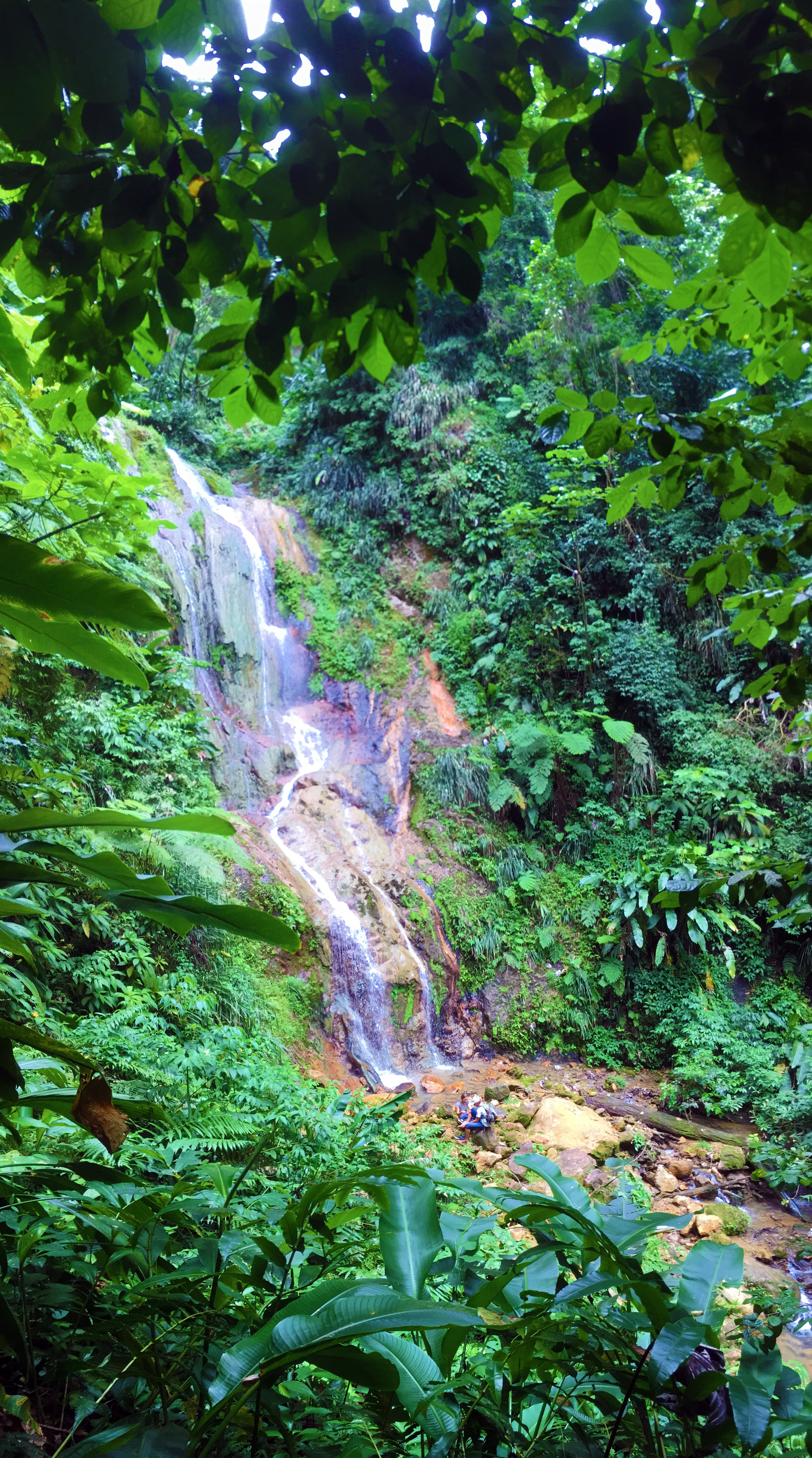
Nivel más bajo de las cascadas Tufton Hall en la reserva forestal Monte Santa Catalina

El ecosistema del bosque nuboso en la reserva forestal Monte Santa Catalina es una fuente de agua valiosa para Granada. Se acumulan importantes cantidades de lluvias y la condensación de nubes neblinosas en los bosques de tierras altas y dispersas en declive durante el año. Es de gran relevancia para la totalidad de los regímenes de las cuencas en la isla porque los principales ríos y afluentes con corriente eterna en Granada son relativamente pequeños, las lluvias son altamente estacionales y limitadas en cuanto la zona, y solo cerca del 10 % del agua potable para la población es generada a través de agua subterránea. La reserva forestal Monte Santa Catalina, junto con otras áreas montañosas de la isla, provee un rango de importantes servicios de cuencas, incluyendo regulación hidrológica, control alimentario, recarga de aguas subterráneas, mejoramiento de la calidad del agua, y la conservación del suelo.

## Senderismo y caminos
El senderismo en la reserva forestal Monte Santa Catalina es diverso, incluyendo tres rutas robustas y empinadas en lo alto del bosque nuboso y en la cima del Monte Santa Catalina, áreas recreativas para pasear en un pintoresco medio ambiente de agroforestería, y una desafiante escalada por el río con características geotermales y cascadas. El sistema de caminos que lleva a la reserva forestal y que continúa extensamente dentro de los límites de la reserva basados en viejas carreteras y viejos recorridos heredados establecidos para la labor de la producción de la cosecha en el pasado y se encuentran normalmente bien mantenidos (el grado de dificultad del senderismo es fácil). Esto puede ser considerado más como un caminata en una agradable colina a lo largo de un firme camino de corta distancia (una hora o menos). Los caminos principales que comienzan al pie de la montaña hacía la cima varían en su nivel de dificultad (dificultad moderada, más de tres horas). Las secciones moderas de estos caminos principales cubren terrenos empinados con muchas elevaciones, a veces con partes demasiado rocosas y lodosas, pero generalmente están bien erosionadas y libres de molestas vegetaciones. Las secciones difíciles de estos caminos principales pueden ser técnicamente desafiantes (p.ej. requieren el uso de las manos) con considerables elevaciones, muchas veces un terreno demasiado empinado, rocoso y lodoso, y podrían no ser completadas a menos que uno esté en buen estado físico. Los caminos secundarios existen fuera de estos caminos principales (solo usados en la caza) y requieren habilidades para abrirse paso por el bosque y orientación para recorrerlos. 